# Heydi Núñez Gómez
Heydi Núñez Gómez (* 27. Oktober 1979 in Santo Domingo, Dominikanische Republik) ist ein dominikanisch-deutsches Model, Musikerin und Reality-TV-Teilnehmerin.

## Leben
Ihre Mutter gab ihr den Namen Heydi, nachdem sie diesen in einer deutschen Zeitschrift gelesen hatte. Bis zu ihrem 15. Lebensjahr wurde sie in einem Internat, der katholischen Klosterschule María Inmaculada in Santo Domingo, erzogen.
Sie kam Mitte 1995 nach Deutschland, arbeitete als Fotomodell und erhielt an der Berufsfachschule in Trier Gesangs- und Kompositionsunterricht. Der deutsche Playboy stellte sie im November 1998 als „Miss November“ vor, die Leser wählten sie zum Playmate des Jahres 1999. Daraufhin hatte sie Fernsehauftritte, unter anderem 1999 in den Shows von Harald Schmidt und Stefan Raab (3. Staffel, 2. Folge),
2002 produzierte sie mit Ralph Siegel eine Coverversion des Stones-Klassikers Let's Spend the Night Together und veröffentlichte 2003 den Titel Boom Boom Ba. Bekannt wurde sie zudem durch die Berichterstattung über ihre angebliche Affäre mit Boris Becker.
2004 nahm sie an der zweiten Staffel von Ich bin ein Star – Holt mich hier raus! teil. Am 2. November 2004 wurde sie von den Zuschauern aus der Show gewählt und belegte den sechsten Platz. 2008 nahm sie an der Sendung Das perfekte Promi-Dinner teil.
Núñez Gómez war mit dem ehemaligen Basketballer Malik Arrendell verheiratet, der zu seiner aktiven Zeit als Malik Ruddigkeit bekannt war. Im Dezember 2009 wurde sie Mutter eines Sohnes. 2015 wurde sie von Arrendell geschieden.
Sie hat die deutsche Staatsbürgerschaft und lebt und arbeitet als Modedesignerin in München.

## Fernsehauftritte
- 1999: Die Harald Schmidt Show
- 2004: Ich bin ein Star – Holt mich hier raus!
- 2008: Die 10 …
- 2008: Das perfekte Promi-Dinner in München